# Le Petit Rapporteur
Le Petit Rapporteur ( El pequeño reportero)  éra un programa televisivo francés satírico, creado por Jacques Martin y Bernard Lion y difundida en directo el domingo a las 13:20 h en la televisión francesa TF1 del 19 de enero de 1975 al 27 de junio de 1976.
El programa tuvo como sucesor La Lorgnette sobre Antenne 2 de 1977 à 1978.

## Concepto del programa
Le Petit Rapporteur era un verdadero telediario, servido por verdaderos periodistas, de los cuales Jacques Martin era el presentador y el editorialista, pero que trataba la actualidad de forma satírica   « perdiendo todo el sentido de la proporción ».
El título del programa era el nombre de un periódico satírico ficticio preparado por el equipo de Jacques Martin. Este equipo era formado al principio por Pierre Bonte (reportaje sobre personajes enganchadoras de la Francia profunda), Piem (La Pequeña semana de Piem: la actualidad de la semana vista por dibujos satíricos), Stéphane Collaro, Robert Lassus y Philippe Couderc. Estos dos últimos dejaron el equipo y los sustituyeron Pierre Desproges y Daniel Prévost. Pierre Desproges dejó el programa antes de su finalización.
Uno de los blancos políticos favoritos de Jacques Martin fue el ministro de Interior de aquella época, Michel Poniatowski.
El programa pasó a la historia de la televisión francesa por su audaz, irritando a menudo la dirección de TF1, tanto que el genérico de fin del programa se terminaba siempre por « Hasta el próximo domingo, quizás…».
Jacques Martin teniendo la obligación de participar en una película (escritura, realización, interpretación), pidió una interrupción de 6 meses con tal de poder dedicarse a ello. Pero la película nunca se estrenó, y el programa nunca volvió a reanudarse.
Jacques Martin y algunos de sus colaboradores retomaron la fórmula del Petit Rapporteur el año siguiente (1977 – 1978) sobre Antenne 2 con La Lorgnette.

### Himnos y tema de apertura
El equipo del Petit Rapporteur hizo de la canción pescando mejillones su himno (el origen viene de una campaña de la seguridad vial mostrando a un grupo de niños cantando esta canción...). Esta canción se sustituyó en enero del 1976 por una canción que sugirió Pierre Desproges, Señorita Angèle.
Pescando mejillones no fue registrada por Jacques Martin. El ventrílocuo a marionetas Nestor El Pingüino hizo entonces suyo el título y lo registró. Irritado, Jacques Martin registró en seguida el título Señorita Angèle.
La música del tema de apertura usado para el programa era la « Grande cantinela », extracto del primer movimiento de la suite para dos pianos La Hermosa Excéntrica compuesta por Erik Satie en 1920.

### Refrán
El Refrán del Petit Rapporteur era: "Sin la libertad de halagar, no hay elogio culpabilizante."

## Antología de fragmentos
El programa pasó por varias antologías de fragmentos:
- Uno de los momentos más famosos del programa es el reportaje de Daniel Prévost en el pueblo de Montcuq (Lot), que pronunció a la francesa « mon cul », significando literalmente "mi trasero" (cuando debe de ser pronunciado en realidad monkuk), en el cual entrevistaba al Alcalde sobre la localidad, usando juegos de palabras más o menos salaces.[3] Este reportaje fue realizado por Karel Prokop, uno de los directores oficiales de las secuencias grabadas del programa. Montcuq, que se benefició de un significativo aumento de notoriedad y turismo gracias a esta secuencia, inauguró una calle del Petit Rapporteur en abril del 2007, con la presencia de Pierre Bonte.
- otra antología de fragmento es el primer reportaje de Pierre Desproges entrevistando Françoise Sagan a quien pregunta directamente: Françoise Sagan, ¿Cómo va la salud? y le hace preguntas totalmente fuera de lugar y ajenas a la literatura.[4] Pero como el programa era muy seguido, y que la secuencia fue difundida desde su realización, nunca Pierre Desproges tuvo la posibilidad de lograrlo otra vez. Esta secuencia sirvió de modelo a Raphaël Mezrahi para crear su personaje de Hugues Delatte (periodista principiante y torpe), con el fin de hacer trampas a famosos en los años 1990. Igual que Robert Lassus antes de él, con El cepillo de relucir que había hecho trampa a Maurice Druon cubiéndolo de elogios supuestamente emitidos por periodistas (cada elogio se veía acentuado durante el montaje por una secuencia en la cual se veía un cepillo de relucir en acción), no pudo echar trampa a nadie más.
- el dúo Desproges-Prévost se dedicó también en el momento de las fiestas a una famosísima batalla de morcillas en una carnicería parisina.[5]
- la última antología de fragmentos se propuso durante el último programa: el equipo se fue a cantar bajo las ventanas de algunos ministros (Adiós Ponia te queríamos tanto) así como bajo las ventanas del Eliseo (Adiós Valy te queríamos tanto) y de Matignon (Adiós Chirac, te queríamos tanto) algunas versiones del Moribundo de Jacques Brel adaptadas a cada uno.